# Terni Szent Bálint
Terni Szent Bálint (latinul: Valentinus, 3. század - 269, Interamna) püspök és vértanú.

## Élete
Interamna (ma Terni) püspökeként működött és több nyomorékot, illetve egy Craton nevű filozófus születésétől fogva összezsugorodott fiát gyógyította meg imáival. Ez utóbbi csodálatos gyógyulás hatására nem csak Craton és családja, hanem Interamna kormányzójának fia, Abundius is elfogadta a keresztény hitet. Abundius apja, a pogány Placidus kormányzó ezért elfogatta, megkínoztatta, majd lefejeztette Bálint püspököt. A püspök hívei rejtekben eltemették Bálint holttestét, és virrasztottak sírja felett, de tettükért őket is kivégezték.

## Tisztelete
Ugyanebben a korban élhetett Római Szent Bálint is, aki a szerelmespárok és a fiatalok védőszentje. Egyes történészek szerint a két Bálint ugyanaz a személy lehetett, tiszteletük mindenesetre az évszázadok folyamán összefonódott, így gyakran tekintik Terni Szent Bálintot a szerelmesek védőszentjének is. Egy ehhez kapcsolódó legenda arról tanúskodik, hogy Bálint püspök titokban eskette meg a szerelmes párokat. Ez azért volt különleges, mert a törvény abban az időben tiltotta a férfiaknak a katonai szolgálat előtti házasságkötést. Egy további történet arról számol be, hogy ő volt az első, aki egy pogány férfit és egy keresztény nőt összeadott. Kezdetektől fogva ismert a szerelmesek iránti rokonszenve és az értük végzett tettek sora. Talán ezért is lett halála után az ő védőszentjük.

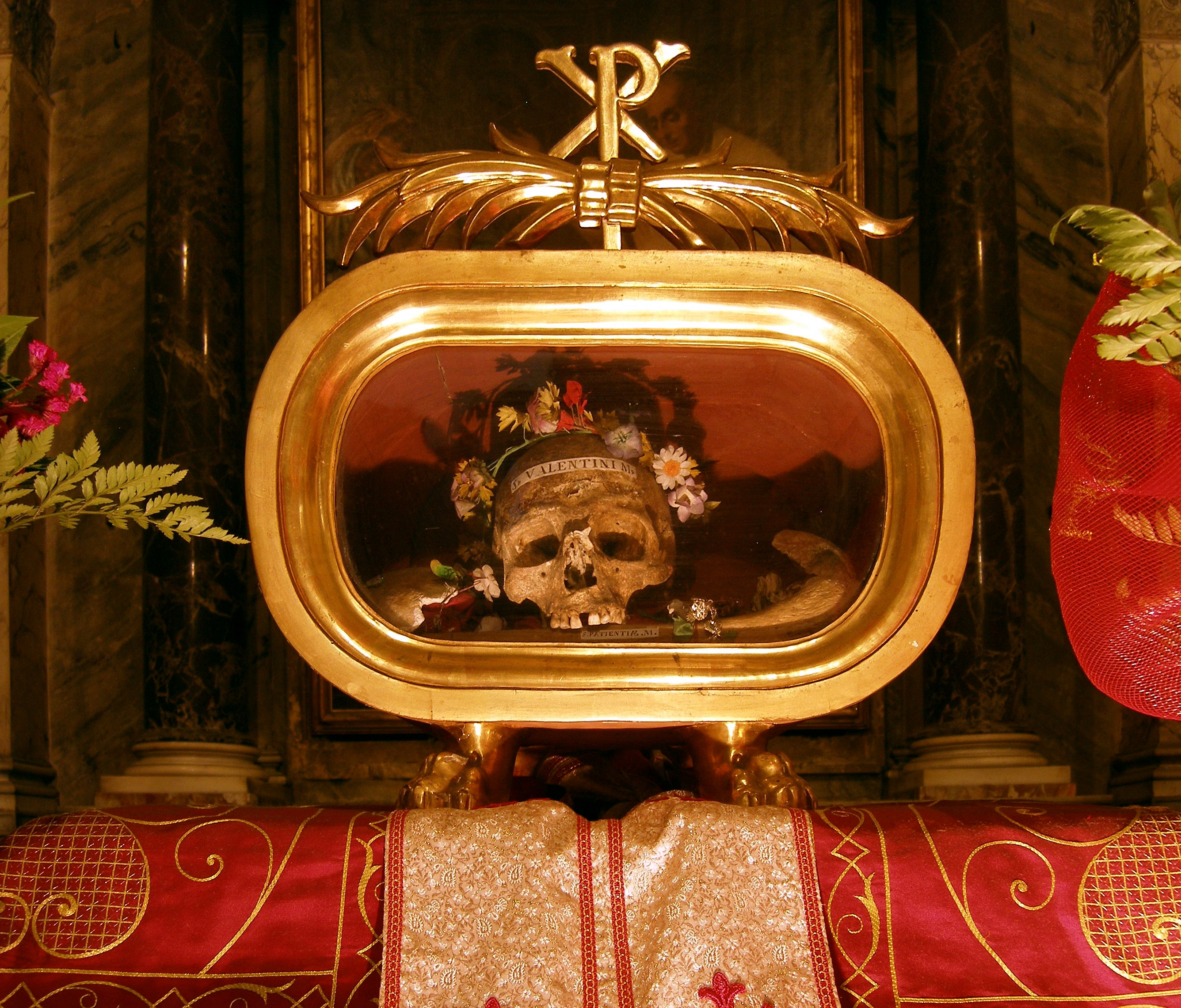
Ereklyéi a római Santa Maria in Cosmedin-templomban